# Seuadjtu
Seuadjtu (fl. XVII secolo a.C.) è stato un sovrano dell'antico Egitto inserito nella XIII dinastia.

## Biografia
Sovrano praticamente sconosciuto, citato solamente dal Canone Reale e probabilmente identificabile con il Seuadjetra della Sala degli Antenati a Karnak, dove la mancanza di ordine cronologico nella lista rende spesso difficile il riconoscimento dei sovrani.
Questo sovrano, come altri della stessa dinastia, regnò solamente su una piccola porzione dell'Egitto in contemporanea ad altri dinasti appartenenti alle dinastie parallele (XIV e XVI) e forse anche a taluni della stessa XIII dinastia

## Liste Reali
| N5 | S29 | HASH |

| N5 | S29 | HASH |

| N5 | S29 | HASH |

| N5 | S29 | HASH |

| N5 | S29 | HASH |

| N5 | S29 | HASH |

| N5 | S29 | HASH |

| N5 | S29 | HASH |

## Cronologia
| Periodo                    | Dinastia | periodo di regno                      |
| Secondo periodo intermedio | XIII     | tra 1680 a.C. e 1670 a.C. (± 50 anni) |

| Autore  | Anni di regno         |
| ------- | --------------------- |
| Redford | 1698 a.C. - 1695 a.C. |
| Ryholt  | 1677 a.C. - 1675 a.C. |
| Franke  | 1654 a.C. - 1651 a.C. |

| predecessore: Sobekhotep VI | Signore del Basso e dell'Alto Egitto | successore: Neferhotep II |

| Dinastie contemporanee | Capitale |
| XIV                    | Xois     |
| XVI                    | Avaris   |